# 魔神少女 エピソード2 -願いへの代価-
『魔神少女 エピソード2 -願いへの代価-』（まじんしょうじょ エピソードツー ねがいへのだいか、英題：The Legend of Dark Witch 2）は、フライハイワークスより2015年11月4日に発売されたアクションゲーム。アメリカでは同年12月17日、ヨーロッパでは2016年2月11日に発売。

## 概要
魔神少女シリーズの第2作目。前作『魔神少女 -Chronicle 2D ACT-』の後日談が描かれており、主人公のジズーを含む一部の登場キャラクターは前作から引き続き登場する。
キャラクターデザインのラフイラストは、前作ではディレクターのNAN-Aが一人で全て描いていたが、今作ではNAN-Aのほかライトノベル『この素晴らしい世界に祝福を!』のイラスト等で知られる三嶋くろねなど多くのイラストレーターを迎えている。また、一般の敵キャラクターのデザインを募集する『「魔神少女 エピソード2」ザコキャラコンテスト』がpixiv上で行われ、一部がゲーム内で採用された。

## システム
今作の主なシステムは前作のものを踏襲している。本項では本作で新たに追加されたシステムについて記述する。
前作と共通のシステムについては「魔神少女 -Chronicle 2D ACT-#システム」を参照。
強化スロット
操作キャラクターの能力強化時には前作同様に『グラディウス』シリーズのパワーメーターに類似したシステム「強化スロット」を用いるが、今作では、強化スロットの各項目を複数の候補から選ぶことができる。
キャパシティ
本作では攻撃を行うごとに「キャパシティ」のゲージを消費する。ゲージの減り具合は攻撃の種類によって異なる。ゲージは時間経過により少しずつ回復する。
なお、前作では特殊能力「テクニカルスキル」の使用時に強化スロットのゲージを消費していたが今作ではキャパシティのゲージのみが消費される。
リベンジマジック
ダメージを受けるごとに画面上の円形のゲージに「リベンジパワー」が蓄積されていき、半分以上たまると強力な魔法「リベンジマジック」を発動できる。ゲージに多く溜まるほど威力が上がる。
なお、このリベンジマジックは操作キャラクターだけでなくボスキャラクターも同様に用いる。
マジックアイテム
任意のタイミングでライフを回復する「ライフ回復」やステージ内の穴に落ちた際にその場で復活できる「リターン」など、プレイをサポートする機能をそれぞれステージ内で1回のみ使用できる。これらの機能はステージクリア後か再プレイ時に再び使えるようになる。
アフタートーク
作品内に登場するキャラクター同士の会話を見聞きできるモード。各ステージの初クリア後などに内容が順次追加される。
ミニゲーム
全ステージクリア後に開放されるミニゲームは、前作のポーカーに加え以下のものがある。
ルディミカル
本作のボスキャラクターの一人「ルディ」の名前を冠した音楽ゲーム。BGMにはゲーム内の使用曲やアレンジ曲が用いられる。画面左側にルディ、右側に別のボスキャラクター「キト」が表示され、キトがバインバイン（球体）を次々に放り投げる。バインバインはBGMのリズムに合わせて地面を弾みながらルディに向かい、タイミングよく攻撃ボタンを押すことでルディがバインバインを攻撃する（ベストタイミングの時はバインバインが真っ二つになる）。連続で攻撃を当てるとコンボ状態となる。ゲーム終了後、内容の評価が星印の数で表現される。
なお、このルディミカルの内容を発展させたスピンオフ作品として『魔神少女音楽外伝 ルディミカル♪ ノリノリズムにゃん!』や『ルディミカル♪ 魔神少女音楽外伝』が発売されている。
シェガチャ
ゲーム内で入手できるアイテム「シェガーのかけら」や本体機能のゲームコイン（ニンテンドー3DS版のみ）を一定数消費すると、ゲーム内で用いられている各種ドット絵がランダムで開放され閲覧できる。

## ストーリー
魔力を秘めた鉱石「シェガー」から抽出された新たな力「魔法」は人間族の生活を変え、技術の発展にも貢献した。しかし、その強すぎる力は時に凶器と化し、人間族同士の争いの火種となった。
世界の東の大陸に広がるゲルマ帝国は、世界中から優秀な魔法研究者を集め秘密結社「イーチュ」を組織していた。こうした動きに対し、各国はゲルマが魔法の力による他国の支配を目論んでいるのではと警戒し、人々の視線はゲルマに注がれた。しかし、当のゲルマは視線が自国に向いていることを利用し、イーチュの拠点を隣国のリアーナへ移して研究を続けた。そして、ゲルマはこのリアーナから戦いの狼煙を上げようとしていた。
一連の地上の動向を高みから見下ろしていた魔神の少女・ジズーは、ゲルマの野望を砕くべく地上へ降り立ち、リアーナへ向かった。

## 登場人物

### 操作キャラクター
ジズー・オリンピア (Zizou Olympia)
声：やびくかりん / キャラクターデザイン：Hi-Go!
魔の力を管理する立場にある魔神。世界の創造主の一人でもある。ゲルマ帝国の野望阻止のため、イーチュのメンバーたちのもとを訪れる。
踊り子のような衣装を身につけていた前作と異なり、今作では頭に帽子をかぶり首元にマフラーを巻いた姿をしている。
通常攻撃では、直進する弾を放つ「ライナーショット」、弾が直進し障害物を貫通する「コメット」、通常は低威力だが溜めると高威力となる短射程の弾「パニッシュメント」の3つのうち2つを選択する。リベンジマジック「HYPER DARK ARM」は気弾を前方に大量発射する。
ソラ (Sola)
声：能登有沙 / キャラクターデザイン：宮田
リアーナ出身の女子学生。魔法研究貴族の両親の元に生まれ、前作の舞台・オールド諸島にある「チェルシー魔法学園」に留学している。留学先から一時帰国したところ両親の行方が分からなくなっていたことから捜索の旅に出る。飛行する小さな魔法生物「チュロス」をペットとして連れている。
ボスキャラクターの一人として登場した前作では学生服を着用していたが、今作では私服として猫耳付きのフードをかぶりワンピースを着用している。
ジズーで全ステージをクリアした後に操作キャラクターとして使用可能となる。プレイ時にはジズーが最終ボスを倒した後の時点から物語が展開する。通常攻撃では、弾を山なりに飛ばす「ドロップボム」、弾が地を這うように進む「ダイナモプラズマ」、周囲で弾が回転し攻撃ボタンを押した時点で発射する「サークルクロン」の3つうち2つを選択する。リベンジマジック「ChurroScramble」はチュロスが大量に現れて高速で飛行し画面内の敵全体を攻撃する。
2016年3月9日配信のアップデートにより、プチデポットの開発ゲーム『メゾン・ド・魔王』のキャラクターの「ピヨリコ」と「マトン」をモチーフにした衣装に着替える要素が追加された。エンディング後の「シェガーショップ」で特定コマンドを入力する（コントローラのボタンをLRLRLLRRXの順に押す）ことで現れる「裏シェガーショップ」で入手できる。

### ボスキャラクター
イッケ (Icke)
声：豊永実紀 / キャラクターデザイン：ななてる
イーチュ所属の理数研究者。口の悪さを見せる一方で、自身の小柄な体格を気にする一面もある。
突進攻撃や画面端で反射する蛇状の光弾群の発射を行う。リベンジマジック「BEAM de DOOOON!」は極太のビームを前方に発射する。撃破後はこの技を「ハイパワービーム」として習得できる。
前述のミニゲーム「シェガチャ」では、マシーンを操作してドット絵を生成する役として登場する。
キト (Kuito)
声：金沢明奈 / キャラクターデザイン：七六
イーチュ所属の軍術研究者。和風文化をモチーフにしたような衣装を身につけている。古風な口調で話す。
地雷のようなものを放り投げたり空中から「バインバイン」を投下したりする攻撃などのほか、手にした傘で攻撃を防ぐ仕草も見せる。リベンジマジック「FINAL SHOT」は前方に発射した光弾が時間をおいて飛び散る。撃破後は跳ねながら進む弾を発射する技「バインバイン」を習得できる。
クリンスィー (Klinsy)
声：手登根優貴 / キャラクターデザイン：観城はるか
イーチュ所属の大気研究者。前作の舞台・オールド諸島にある「天園図書館」の司書だが、ゲルマの皇帝から声掛けされたことを機にイーチュを手伝う。前作でジズーと戦っているが、自身はそのことを良く覚えていない。
火弾の発射や水壁の生成などを行う。リベンジマジック「DIA MISSILE」は相手の周囲に発生させた棘が相手方向に直進する。撃破後はこの技を「ダイアミサイル」として習得できる。
ハルバート (Herbert)
声：高橋結佳 / キャラクターデザイン：KOU
イーチュ所属の錬金研究者でイーチュのリーダー。獣のような特徴を持つ「獣人族」だが一般的な同族と異なり体の一部が機械化している。
相手の両側に石壁を作り出して挟む攻撃や飛翔後に突進する攻撃などを行う。リベンジマジック「OVER HELM」は周囲にバリアを張り攻撃を防ぐ。撃破後はこの技を「オーバーヘルム」として習得できる。
マリ (Mari)
声：月宮うさぎ / キャラクターデザイン：T翼
イーチュ所属の次元研究者。掴みどころのない言動を繰り返し、周囲と会話が噛み合わないことも多い。謎の液体を愛飲している。
相手を一定方向に吹き飛ばす攻撃や相手を吸い込む空間を発生させてダメージを与える攻撃を行う。リベンジマジック「AREA GRAVITY」が発動すると操作キャラクターの発した弾の軌道が狂う。撃破後には、速度の遅い弾を発射し敵と重なった時点でもう一度攻撃ボタンを押すとダメージを与える技「ダークマター」を習得できる。
ヤーケン (Urken)
声：安田奈緒子 / キャラクターデザイン：つか
イーチュ所属の時線研究者。姉御肌な性格。おしゃれ好きな一面もある。
手にした特殊な形の斧を振り炎や氷を放つほか、回転しながら突進する技も見せる。リベンジマジック「TIMING HALF」が発動すると操作キャラクターの動きが遅くなる。撃破後はこの技を「タイミングハーフ」として習得できる。
リティ (Litty)
声：高橋結佳 / キャラクターデザイン：神毛物由宇
イーチュ所属の感覚研究者。体の一部を包帯で包んでいるものの肌の露出部分が多い。おっとりした性格で駄洒落を口にすることもある。
発射直後に消えて相手の目の前にワープする玉を放ち、ライフが減少すると分身して画面の左右両側から攻撃する。リベンジマジック「超幻弾舞踏」は画面中を飛び回る小さい玉を複数放つ。撃破後は通常攻撃で用いていたワープ弾を放つ技「幻弾撃」を習得できる。
ルディ (Rudy)
声：木村優 / キャラクターデザイン：三嶋くろね
イーチュ所属の神経研究者。獣人族で語尾に「にゃ」をつけて話す。森林地帯で魔物族と仲良く暮らしている。
上方の枝葉で身を隠しながら両手に持った剣で斬りつけ、大量の棘を周囲に放つ攻撃も行う。リベンジマジック「FIVE OF STAR!!」は上方から複数の棘を投下した直後に突進する。撃破後はこの突進技「ロードアタック」を習得できる。
コディーノ (Codino)
声：上原すず / キャラクターデザイン：宮田
リアーナにある「ヴィオラ魔法学園」の女子学生。過去の魔法事故により右目を負傷している。ジズーから呼び出され、リアーナに潜むゲルマの人間族を監視するよう依頼を受ける。ソラとは顔なじみ。
槍、弓、杖の3形態に変形する魔法具を用い、それぞれ、突進攻撃、3本の矢を上方に放ち落下させる攻撃、相手を追尾する複数の光弾の発射を行う。リベンジマジック「FANTASISTA」は光が地表で相手を一定時間追尾した後に柱を立ち上らせて攻撃する。
ストイ (Stoj)
声：兼高美雪 / キャラクターデザイン：宮田
北方の島で暮らしている、妖精のような羽が生えた魔物族。幼く見えるが実際は長い年月を生きており、老人語を用いて話す。前作でジズーと戦っているが、そのジズーから呼び出され、ゲルマ帝国にいる魔物族の相手をするよう依頼を受ける。
前方に竜巻を発射する攻撃や魔法陣から敵を大量召喚する攻撃を行うほか、時々現れるお菓子の妄想が描かれたふきだしに触れるとしばらく身動きが取れなくなる。リベンジマジック「HYPER UPPER TORNADO!!」は前方に巨大な竜巻を発生させる。
ブラッド (Blad)
声：天乙准花 / キャラクターデザイン：Hi-Go!
魔法学園の女子学生。しかしその裏では情報屋として活動し、各国を放浪している。前作で戦ったジズーから呼び出され、ゲルマ帝国を情報操作で攪乱するよう依頼を受ける。
投射後に分裂して辺りを弾むリングや画面端沿いに転がり上方に来た時に落下するリング、ブーメランのような軌道で飛ぶリングを用いる。リベンジマジック「STAR DUST RING!!」は空中に大量に放出したリングが相手に向かって一斉に直進する。
ペルーサ (Pelusa)
声：高橋菜々美 / キャラクターデザイン：トナミカンジ
パワードスーツのような機械的な体躯を持つ獣人族。前作の舞台・オールド諸島でかつて起きた戦争の際に大勢の敵を一人で撃破し、人々から尊敬と畏怖の念を集めている。ジズーがゲルマ帝国への牽制を要請していた海の向こうの大国・ラジール王国の姫娘リーバの都合がつかないとして、代わりにジズーのもとへ派遣された。
衝撃波や突進からのアッパーを攻撃に用い、岩石を作り出して放り投げる技も見せる。リベンジマジック「FINAL EVOLUTION!!」の発動時には姿を変え、画面上方に姿を消した後に急降下する。
フランツァ (Franzer)
声：金沢明奈 / キャラクターデザイン：T.A.K.
ゲルマ帝国の第五次皇帝。海を隔てたラジール王国に対抗するべく魔法の研究を進め、力を最大化するためシェガーを体内に埋め込む生体実験に手を染める。そして同様の措置を自らの体にも施し強大な力を得る。
周囲の壁に張り付いた後に急襲する攻撃や触れるとダメージを受ける闇の塊を創り出す攻撃を行う。リベンジマジック「HANDERT」は発動直後に姿が消え次の瞬間に相手の前に現れて斬りつける。撃破後は姿を変え、ドリルに変化してからの突進、上方からの光の柱の放射、竜巻の放出、空中からの光弾の発射、敵の召喚を行う。

### その他のキャラクター
チュロス (Churros)
声 - 木村優
ソラがペットとして連れている魔法生物。
トラップ (Sola's Dad)
声：安部川賢次郎
ソラの父親。イーチュ所属。
パオラ (Sola's Mom)
声：安田奈緒子
ソラの母親。イーチュ所属。
パペルネ (Papelne) / アル (Al)
声：なし
ショップで様々な能力やアイテムを提供する2人。パペルネは能力強化関連の「パペルネトレード」を、アルはプレイ支援関連の「アルショップ」を担当している。
前作ではいずれもボスキャラクターとして登場したが、今作では物語に関与しない。
ナレーション (Narrator)
声：弦徳

## 主題歌
異世界（いこく）の約束
作詞：綾菓、作曲・編曲：来兎、歌：手登根優貴